# Zack Ward
Zack Ward (Toronto, 31 augustus 1970) is een Canadees acteur.
Ward is een zoon van actrice Pam Hyatt. Ook Zacks broer Carson Foster acteert. Ward debuteerde in 1983 in de film A Christmas Story. Hij speelde later onder andere in een aantal horrorfilms als Freddy vs. Jason (2003) en Dead and Gone (2008). Hij speelde een mensensmokkelaar in het op ware gebeurtenissen gebaseerde Trade in 2007.
Een van zijn langer lopende tv-rollen was als de stiefbroer van Christopher Titus in de sitcom Titus (2000-2002). Hij speelde gastrollen in meerdere televisieseries, waaronder Charmed (2004), Crossing Jordan (2005), Lost (2005) en CSI (2007).